# Rugosana lora
Rugosana lora är en insektsart som beskrevs av Delong 1942. Rugosana lora ingår i släktet Rugosana och familjen dvärgstritar. Inga underarter finns listade i Catalogue of Life.